# Amalie Luise von Arenberg

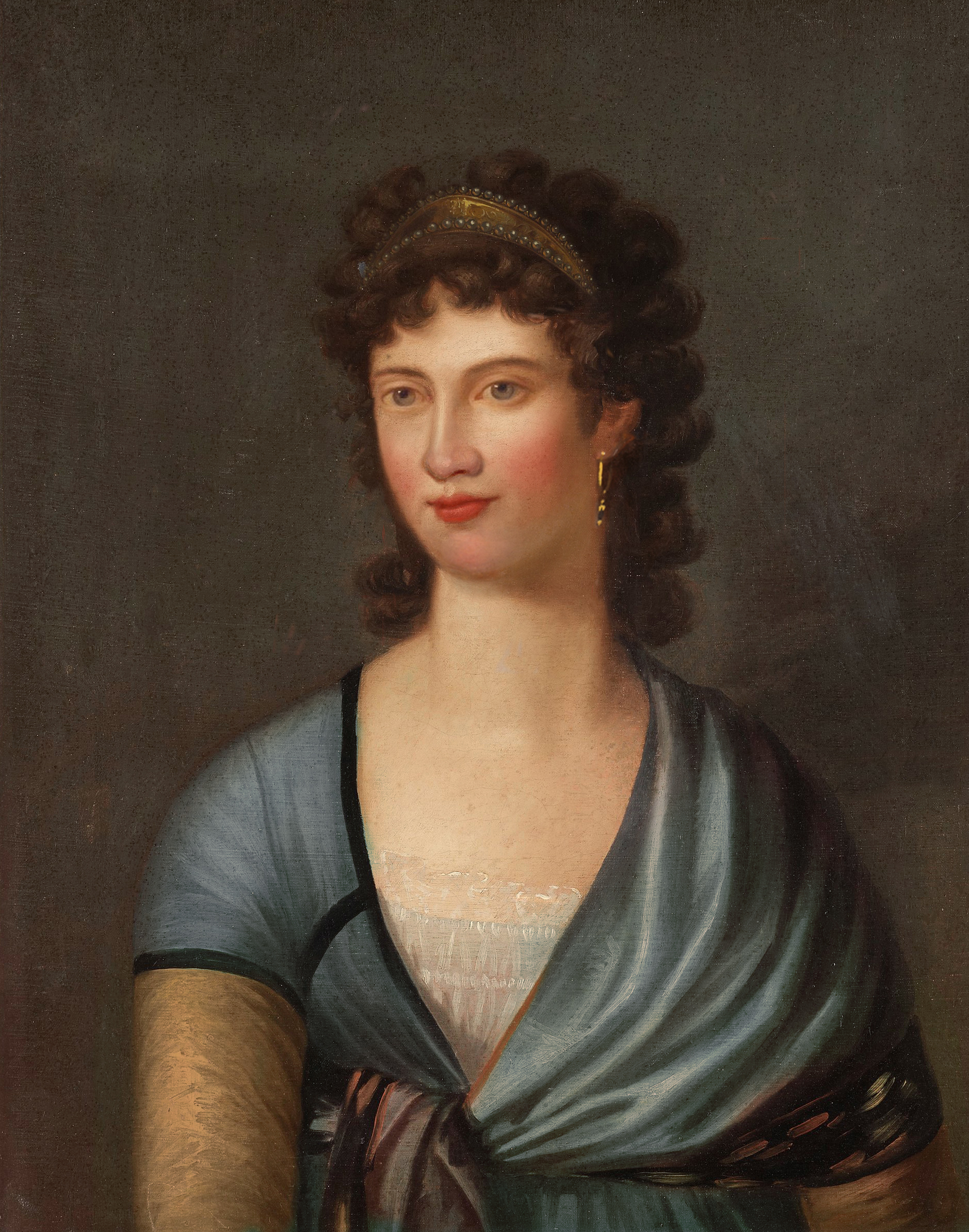
Amalie Luise von Arenberg, Herzogin in Bayern

Amalie Luise, Prinzessin und Herzogin von Arenberg (* 10. April 1789 in Brüssel, Belgien; † 4. April 1823 in Bamberg) war die Mutter von Max Joseph in Bayern und somit eine Großmutter von Kaiserin Sisi.

## Leben
Amalie Luise war am 10. April 1789 in Brüssel als einziges Kind von Herzog Ludwig Maria von Arenberg (1757–1795) und dessen Ehefrau Marie Adélaïde Julie de Mailly-Nesle (1766–1789) zur Welt gekommen. Ihr Großvater väterlicherseits war Karl Maria Raimund, regierender Herzog von Arenberg.
Am 26. Mai 1807 heiratete Amalie Luise in Brüssel den bayerischen Herzog Pius August (1786–1837), Sohn von Herzog Wilhelm in Bayern (1752–1837) und Mitglied einer Birkenfelder Nebenlinie der Wittelsbacher. Das Paar zog nach Bamberg und bekam im darauf folgenden Jahr den einzigen Sohn, Maximilian Joseph, den späteren Herzog Max Joseph in Bayern.
Amalie Luises Ehe war geprägt von Konflikten; Pius war Choleriker und provozierte oft brutale Schlägereien. Aus diesem Grund wurde ihr Sohn 1817 vom bayerischen König Maximilian I. Joseph, einem Großonkel des Knaben, nach München geschickt, um dort im Königlichen Erziehungsinstitut für Studierende in einem gesunden Umfeld aufwachsen zu können. Amalie Luise sah ihren Sohn erst 1820, nach fast drei Jahren, wieder. Kurz nach der Rückkehr von ihrem zweiten Besuch in München starb Amalie Luise 1823 in Bamberg. Sie ist in der Gruft im Schloss Tegernsee, im heutigen Kloster Tegernsee, beigesetzt.
Pius lebte nach dem frühen Tod seiner Frau völlig zurückgezogen.